# سام بکویث
سام بکویث (انگلیسی: Sam Beckwith؛ زادهٔ ۱۱ دسامبر ۲۰۰۱) بازیکن فوتبال است.